# Насимов, Носыр
Носыр Насимов (1877 год, кишлак Рустам, Самаркандский уезд, Туркестанское генерал-губернаторство, Российская империя — 1975 год, кишлак Рустам, Самаркандская область, Узбекская ССР) — звеньевой колхоза «Ленин-Байрак» Самаркандского района, Самаркандская область, Узбекская ССР. Герой Социалистического Труда (1949).

## Биография
Родился в 1877 году в крестьянской семье в кишлаке Рустам Самаркандского уезда. Трудился в сельском хозяйстве. После коллективизации с 1931 года работал звеньевым виноградарского звена в колхозе «Ленин-Байрак» Самаркандского района.
В 1948 году звено под его руководством собрало в среднем с каждого гектара по 200,2 центнеров винограда на участке площадью 3,1 гектаров. Указом Президиума Верховного Совета СССР от 12 июля 1949 года удостоен звания Героя Социалистического Труда за «получение высоких урожаев винограда в 1948 году» с вручением ордена Ленина и золотой медали «Серп и Молот» (№ 4180).
После выхода на пенсию проживал в родном кишлаке Рустам Самаркандского района. Умер в 1975 году.